# Stephen Leacock
Stephen Leacock (celým jménem Stephen Butler Leacock) (30. prosince 1869 Swanmore, Hampshire, Anglie – 28. března 1944, Toronto, Ontario, Kanada) byl kanadský humorista a vysokoškolský učitel politické ekonomie na McGillově univerzitě v Montrealu. Proslavily jej zejména humoristické povídky, jichž napsal na dvě desítky knih. Věnuje se v nich obyčejným životním situacím, které dožene do absurdních konců.

## Životopis
Ačkoli jde zřejmě o nejznámějšího kanadského spisovatele, jeho rodiště leží v Anglii. Do Kanady se rodina přestěhovala, když mu bylo šest let. Po studiích na střední škole absolvoval učitelský kurs a několik let působil jako středoškolský pedagog. Později vystudoval ekonomii na torontské a chicagské univerzitě a začal působit jako vysokoškolský učitel na McGillově universitě v Montrealu, kde strávil více než třicet let. Jeho akademická kariéra byla velmi úspěšná, stal se řádným profesorem, vedoucím katedry, členem Kanadské královské společnosti a doktorem honoris causa na několika dalších univerzitách. Vydal celou řadu ekonomických, politologických a historických prací.
Psaním humoristických povídek, črt a fejetonů se zabýval již během studií na univerzitě. V knižní podobě publikoval až v roce 1910 a rázem se stal velmi známým. Jeho humoristické dílo, které se skládá z více než dvaceti povídkových sbírek, je opakovaně vydáváno a překládáno do řady světových jazyků.

## Knihy

### Knihy, které vyšly v češtině
- Literární poklesky, anglicky Literary Lapses (1910)
- Arkadská dobrodružství horních 10 000, anglicky Arcadian Adventures with the Idle Rich (1914), Státní nakladatelství krásné literatury a umění (1959), ilustrace: Antonín Pelc, 224 stran
- Kanadské žertíky, nakladatelství Práce 1979, 306 stran
- Pochybné podniky, Český klub 1995, 190 stran
- Staré krámy za nové peníze, Granit, 1997. ISBN 80-85805-66-9
- Malé nesrovnalosti života, Garamond 1999, 128 stran
- Šťastné příběhy, Garamond 2001, 56 stran
- Průvodce dokonalého milence a jiné povídky, anglicky The Perfect Lover's Guide and other stories, Garamond 2006, překlad: František Vrba, ilustrace: Dorotea Stamenová, 184 stran
- Volání karburátoru, Garamond 2005, překlad: Pavel Kříž, ilustrace: Martin Adamec, 172 stran
- Maloměstské poklesky, Paseka 2004, překlad: Jaroslav Cír, ilustrace: Vladimír Renčín, 160 stran

### Knihy v anglickém originále
- Elements of Political Science (1906)
- Baldwin, Lafontaine, Hincks: Responsible Government (1907)
- Practical Political Economy (1910)
- Nonsense Novels (1911)
- Sunshine Sketches of a Little Town (1912)
- Behind the Beyond (1913)
- Adventurers of the Far North (1914)
- The Dawn of Canadian History (1914)
- The Mariner of St. Malo (1914)
- Moonbeams from the Larger Lunacy (1915)
- Essays and Literary Studies (1916)
- Further Foolishness (1916)
- Frenzied Fiction (1918)
- The Hohenzollerns in America (1919)
- Winsome Winnie (1920)
- The Unsolved Riddle of Social Justice (1920)
- My Discovery of England (1922)
- College Days (1923)
- Over the Footlights (1923)
- The Garden of Folly (1924)
- Mackenzie, Baldwin, Lafontaine, Hincks (1926)
- Winnowed Wisdom (1926)
- Short Circuits (1928)
- The Iron Man and the Tin Woman (1929)
- Economic Prosperity in the British Empire (1930)
- The Economic Prosperity of the British Empire (1931)
- The Dry Pickwick (1932)
- Afternoons in Utopia (1932)
- Mark Twain (1932)
- Charles Dickens: His Life and Work (1933)
- Humour: Its Theory and Technique, with Examples and Samples (1935)
- Hellements of Hickonomics in Hiccoughs of Verse Done in Our Social Planning Mill (1936)
- Funny Pieces (1936)
- The Greatest Pages of American Humor (1936)
- Here Are My Lectures (1937)
- Humour and Humanity (1937)
- My Discovery of the West (1937)
- Model Memoirs (1938)
- Too Much College (1939)
- Our British Empire (1940)
- Canada: The Foundations of Its Future (1941)
- My Remarkable Uncle (1942)
- Our Heritage of Liberty (1942)
- Montreal: Seaport and City (1942)
- Happy Stories (1943)
- How to Write (1943)
- Canada and the Sea (1944)
- While There Is Time (1945)
- Last Leaves (1945)
- The Boy I Left Behind Me (1946)
- Wet Wit and Dry Humor
- Laugh with Leacock
- Back to Prosperity
- The Greatest Pages of Charles Dickens
- Essays and Literary Studies